# Saga Ljósvetninga
La saga Ljósvetninga (o Historia de los habitantes del Ljósavatn) es una de las sagas islandesas. Su acción se desarrolla en la zona de Eyjafjörður, en el norte de Islandia, a mediados del siglo XI. Trata sobre las relaciones de poder dentro de la comunidad, en particular desde el punto de vista de quienes no controlan sus instituciones. La acción se desarrolló en una comunidad a orillas del lago Ljósavatn la localidad de Þingeyjarsveit. Existe en dos versiones. De la más antigua solo sobreviven algunos fragmentos. La segunda, aunque está completa, está mejorada por relatos adicionales.

## Partes de la saga
La primera parte describe las disputas de un problemático Sölmundr. En la segunda, Þórir Helgason de Laugaland en Hörgárdalur, y Þorkell de Öxará, hijo de Þorgeir Ljósvetningagoði, airean rumores maliciosos sobre la presunta homosexualidad de Gudmundur Eyjólfsson de Möðruvellir. Guðmundur reacciona enfrentándose con ayuda de su padre adoptivo Einar Konalsson, y matando a Þorkell que se defiende valientemente pero en vano. La tercera parte describe una serie de conflictos entre las generaciones más jóvenes de los descendientes de Þorgeirr y Guðmundur, probablemente acaecidos hacia 1050 y por lo tanto más próximos a la fecha de la composición de la saga. 
Los vínculos de los personajes con otras sagas contemporáneas, como la saga Sturlunga y sagas reales y la tosca narrativa de origen oral, sugieren que es una de las más antiguas sagas islandesas, posiblemente de principios del siglo XIII. Jesse Byock toma como ejemplo el conflicto entre Eyjólfur hjalti, hijo de Gudmundur Eyjólfsson, y Þorvarður Hoskuldsson, hijo de Höskuldur Þorgeirsson (cap. 10), para exponer la política de alianzas y apoyos en el Althing, sujetas a menudo por la venta de amistades o favorecer al mejor posicionado y parte más acaudalada.

## Traducciones
- The Saga of the People of Ljosavatn. Translated by Theodore M. Andersson and William Ian Miller. En: Viðar Hreinsson (General Editor): The Complete Sagas of Icelanders including 49 Tales. Reykjavík: Leifur Eiríksson Publishing, 1997. Volumen IV, pp. 193-255. ISBN 9979-9293-4-0.